# HMS Fly (1831)
HMS Fly byla 18dělová šalupa Britského královského námořnictva.
Postavena byla v loděnicích v Pembroke a spuštěna na vodu 25. srpna 1831. Během raných 40. let 19. století mapovala možné lodní trasy hlavně kolem australského severovýchodního pobřeží a přilehlých ostrovů. Během průzkumu Papuánského zálivu objevila řeku, která byla po ní pojmenována. Za většinu své služby jí velel kapitán Francis Price Blackwood. Po návratu na Britské ostrovy byla v roce 1855 předělána na uhelný hulk a přejmenována na C2, později na C70. V roce 1903 byla rozebrána.